# Buzice (hrad)
Buzice (též Hrad) jsou panské sídlo na pomezí tvrze a hradu na jihozápadním okraji stejnojmenné vesnice u Blatné v okrese Strakonice. Na levém břehu řeky Lomnice jej založili příslušníci rodu Buzických z Buzic. Sídlo bývá tradičně řazeno mezi tvrze, ale Tomáš Durdík jej na základě rozsahu stavby a jejího prostorového vztahu k vesnici, existenci rozsáhlého opevnění a pomístnímu názvu zařadil mezi hrady. Od roku 1963 je hrad chráněn jako kulturní památka.

## Historie
Z vesnice zmiňované poprvé v roce 1384 pocházel vladycký rod Buzických z Buzic. Zakladatelem hradu byl nejspíše Jan z Buzic připomínaný v letech 1446–1480. Jiří Úlovec však předpokládá, že tvrz zde vznikla již ve druhé polovině čtrnáctého století a v polovině patnáctého byla pouze významně přestavěna. Na přelomu patnáctého a šestnáctého století Buzice získal Zdeněk Lev z Rožmitálu, a připojil k blatenskému panství. Panské sídlo v Buzicích tak ztratilo původní význam a v roce 1527 je tvrz popisována jako pustá. V sedmnáctém století byla v areálu hradního jádra postavena dlouhá barokní sýpka a menší stavby vznikly ještě v devatenáctém století za držení Hildprandtů z Ottenhausenu. Po převratu v únoru roku 1948 byl hrad Hildprandtům zabaven[zdroj⁠?!] a v následujících letech budovy využíval strakonický Zemědělský nákupní a zásobovací závod, ale neudržoval je, a hrad začal chátrat. V devadesátých letech dvacátého století byl hrad v restitucích navrácen zpět do rukou Hildprandtů.[zdroj⁠?!] Od roku 2018 je areál hradu pronajat Zdeňku Sedlákovi z Blatné, který jej vyklidil a zabezpečil a postupně zpřístupňuje veřejnosti. Archivováno 2. 6. 2020 na Wayback Machine.

## Stavební podoba

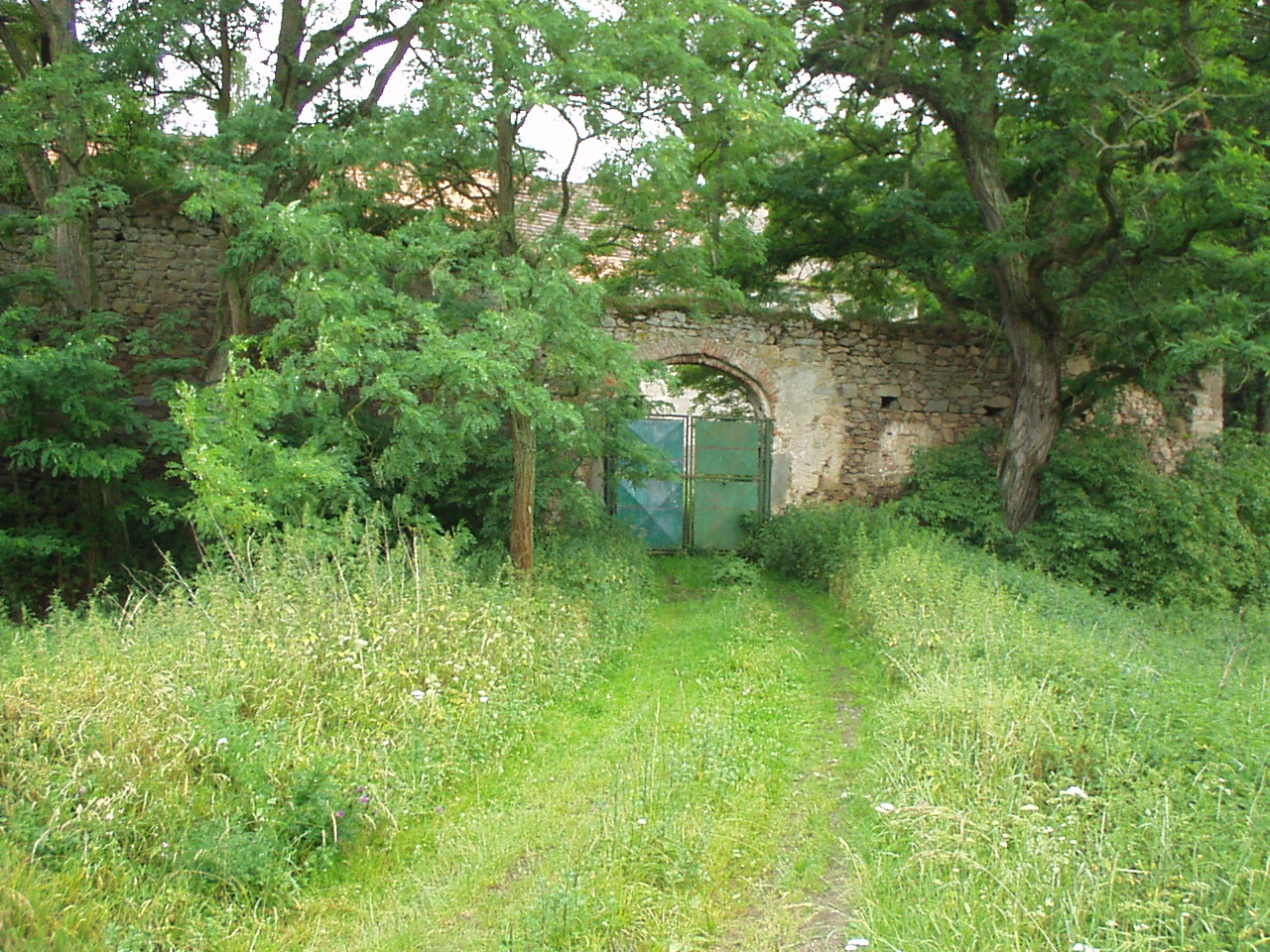
Brána

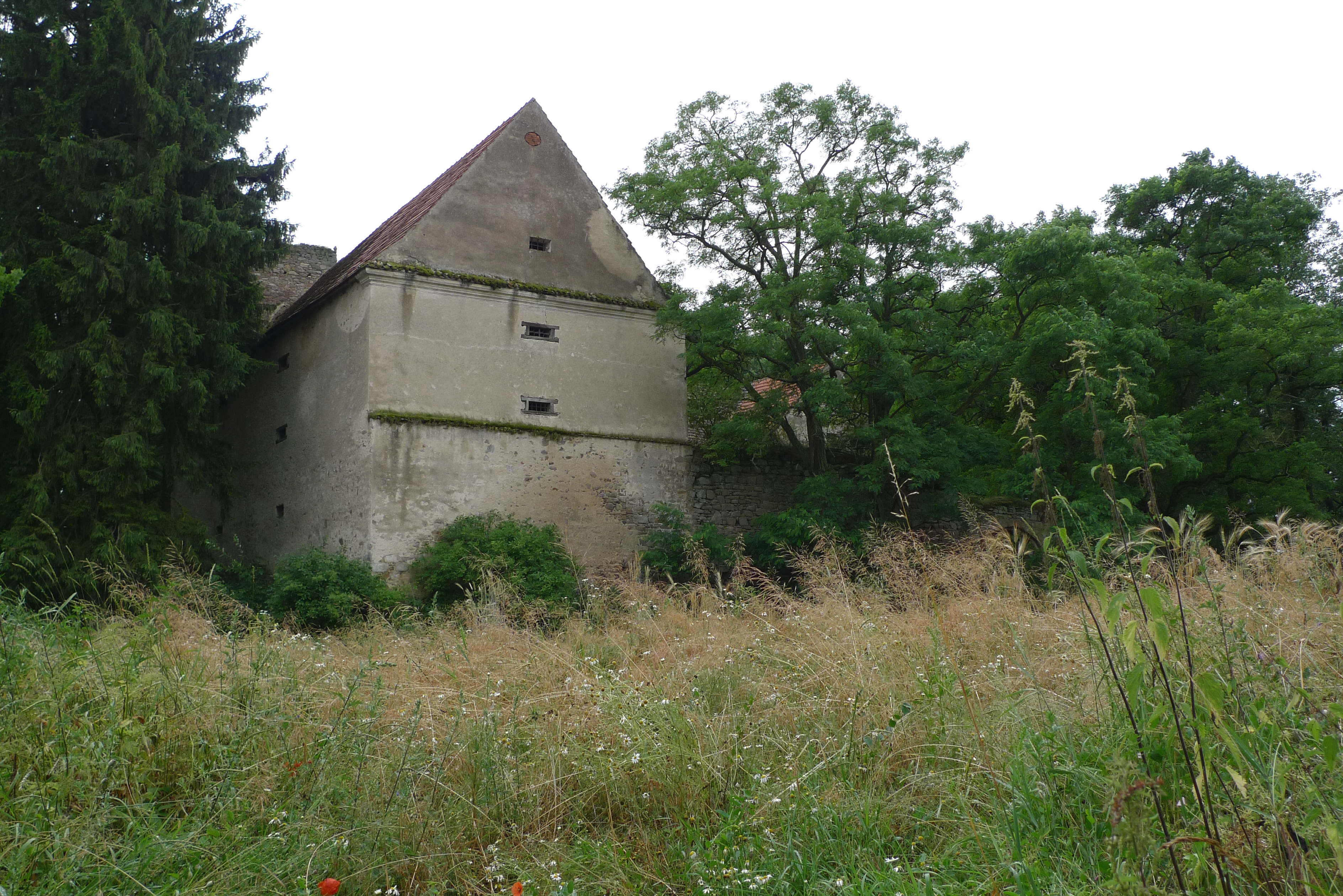
Severní nároží

Dominantou hradu je obytná věž s lichoběžníkovým půdorysem přístupná hrotitým portálkem s vpadlinou pro padací most v prvním patře. K bydlení sloužilo třetí a čtvrté patro osvětlené okny opatřenými sedátky v okenních výklencích. Podél severovýchodní hradby stával palác, ze kterého se dochovala především zeď tvořící součást hradby. Žlábek v líci hradby dokládá existenci dřevěné stavby v západním nároží a další objekty zanikly při výstavbě sýpky. S výjimkou západní strany, kde původně protékala řeka, byl celý areál obehnaný vodním příkopem a valem, přičemž na severní straně byl příkop s valem zdvojený. Jihovýchodní nároží navíc zesilovala polygonální bašta s okrouhlým interiérem.

## Přístup
Okolo hradu vede červeně značená turistická trasa ze Sedlice do Blatné a žlutě značená trasa z Myštic do Blatné. Po silnici II/121 je okolo značena cyklotrasa č. 31 z Mirotic do Blatné. Hrad je příležitostně otevřen v době konání kulturních akcí, jinak je areál nepřístupný.